# Signal d'alarme (biologie)

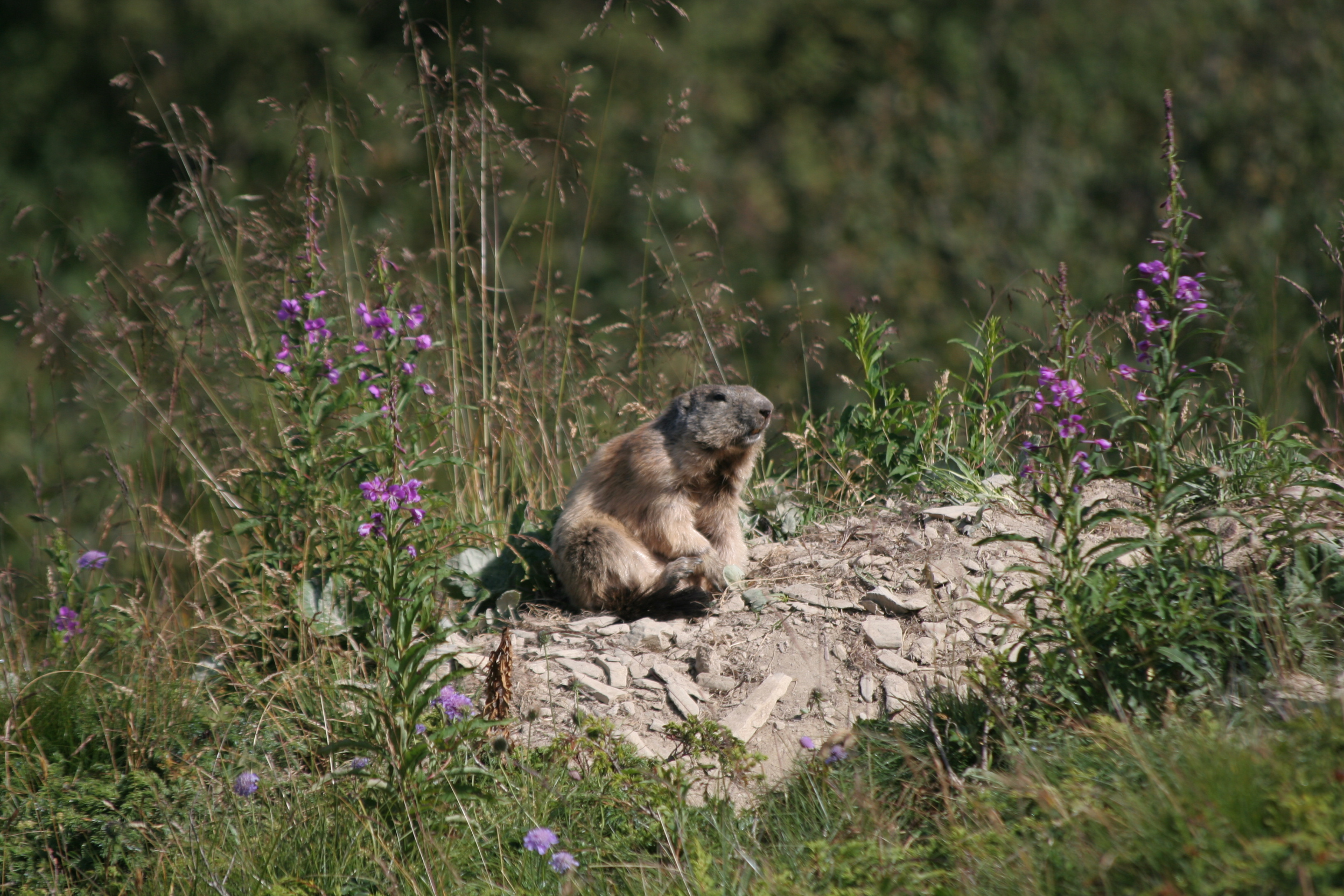
Marmota marmota dans les Alpes françaises

Dans l'étude de la communication animale, les signaux d'alarme sont des manifestations chimiques, visuelles, vocales ou sonores émises par un individu qui sont perceptibles au sein d'un groupe de proie con-spécifique ou non, et qui indiquent la présence d'un prédateur. D'un point de vue évolutionniste il s'agit d'une évolution favorisant le groupe, un individu se chargeant de prévenir les autres d'un danger, diminuant ainsi au fil du temps la pression des prédateurs sur le groupe et de facto, favorisant son expansion et donc les gènes du veilleur comme l'explique par exemple la théorie de la sélection de parentèle. Ceci est d'autant plus remarquable que la surveillance a un coût pour le signaleur, il prend des risques et durant ces temps de veille il se pénalise pour la reproduction ou l'alimentation.
De nombreux mammifères grégaires dont des primates, cétacés, Sciuridae ou des oiseaux  sont capables d'émettre des cris d'alarme élaborés, quelquefois spécifiques à un type d'attaque, pour alerter de la présence du prédateur. D'autres organismes comme les poissons, les insectes ou certaines plantes peuvent utiliser d'autres signaux non-auditifs comme les phéromones.
Le cas des signaux visuels est moins évident à interpréter, en effet ils sont difficilement reçus par les congénères et facilement identifiables par les prédateurs, et en ce sens il est possible d'interpréter ces signaux comme une défiance tel que le suggère la théorie du handicap, plutôt que comme un signal d'alarme mais ces deux théories ne s'excluent pas. De nombreux mammifères utilisent des signaux visuels comme les Léporidés ou les cervidés dont le panache blanc sous leur queue bien visible est montré lors de la présence d'un prédateur.

## La controverse évolutionniste
Pour des articles plus généraux, voir Sélection de groupe et sélection de parentèle.

## Principe
Dans certains cas, il est possible pour l'animal d'apprendre le contexte d’utilisation du signal (un exemple classique chez les singes vervets où des cris de trois structures acoustiques différentes sont émis dans trois contextes de prédation différents : attaque aérienne par un aigle, attaque terrestre d'un léopard par exemple, et arrivée d’un serpent. L’utilisation adéquate de ces cris par les jeunes est soumise à un apprentissage). La décision d’envoyer ou non un signal à un moment donné, son niveau de complexité et de puissance (son intensité) sont fonction de l’état énergétique et psychologique de l’émetteur, ainsi que des risques encourus (prédation, présence de congénères compétiteurs ou alliés, modulation hormonale, etc.).

## Les phéromones d'alarme
Les signaux d'alarme n'ont pas besoin d'être communiqués uniquement par des moyens auditifs. De nombreux animaux par exemple sont capables d'utiliser des signaux d'alarme chimiosensoriels, diffusés par des produits chimiques connus sous le nom de phéromones. Lorsqu'ils sont blessés, les vairons et les poissons-chats libèrent des phéromones d'alarme (désignés sous le nom allemand de Schreckstoff), ce qui incite les poissons qui se trouvent à proximité à se cacher dans la végétation dense près du fond. Les animaux ne sont pas les seuls organismes à faire connaître les menaces à leurs congénères, certaines plantes sont capables d'agir d'une façon similaire ; les haricots de Lima laissent échapper des signaux chimiques volatils qui sont reçus par les plantes voisines de la même espèce dans le cas d'une invasion de Tetranychidae; un tel « message » permet aux destinataires de se préparer en activant des gènes de défense qui les rendent moins vulnérables aux attaques, et aussi d'attirer une autre espèce d'acariens qui sont des prédateurs des « Tetranychidae » » (défense indirecte). Bien qu'on puisse imaginer que d'autres plantes se contentent d'intercepter un message dont le rôle essentiel est d'attirer des « gardes du corps », certaines plantes diffusent ce signal à leurs semblables, ce qui suggère un avantage indirect issu de la valeur sélective inclusive.
De faux signaux d'alarme chimique sont également utilisés. La pomme de terre sauvage Solatium berthaultii repousse le puceron vert du pêcher en libérant par ses feuilles un produit chimique agissant comme un allomone qui désorganise les attaques des pucerons.